# Cormeilles-en-Parisis
Cormeilles-en-Parisis – miejscowość i gmina we Francji, w regionie Île-de-France, w departamencie Dolina Oise. Przez miejscowość przepływa Sekwana. 
Według danych na rok 1990 gminę zamieszkiwało 17 417 osób, a gęstość zaludnienia wynosiła 2054 osób/km² (wśród 1287 gmin regionu Île-de-France Cormeilles-en-Parisis plasuje się na 169. miejscu pod względem liczby ludności, natomiast pod względem powierzchni na miejscu 455.).